# Борисенко Микола Семенович
Микола Семенович Борисенко (26 грудня 1919, м. Лисичанськ, Луганська область —  25 лютого 2008, м. Харків, Україна) – радянський і український актор театру і кіно, педагог, театральний діяч.

## Життєпис
Народився влітку 1919 року, але документи про народження були загублені і пізніше були видані нові, де значилася дата 26 грудня 1919 року, місто Лисичанськ Луганської області.
Батько — Семен Пилипович Борисенко, працював шахтарем. Мати — Матрена, померла зовсім молодою, залишивши трьох маленьких дітей. Микола з дитячих років полюбив театр. За радянських часів, виконуючи заклик: «мистецтво належить народу», до маленьких населених пунктів часто надсилали театри обласних центрів на гастролі. Микола зі своїм молодшим братом Володимиром не пропускав жодної вистави.
1938 року вступив на акторський факультет театрального інституту в Харкові. Але восени його забрали в армію з 1-го курсу на строкову військову службу. Демобілізуватися восени 1941-го року не встиг, оскільки почалася війна.
Три роки строкової служби до початку війни він був у військовому оркестрі, у воєнні роки залишився при оркестрі — конвоювати німецьких військовополонених. Водночас, на фронті, він вступив до Комуністичної партії. Після закінчення війни Микола Семенович відновився в Харківському інституті мистецтв на факультеті театру і кіно, майстерня народного артиста. А. Мар'яненка. Після закінчення інституту працював актором у м. Куйбишеві. Під час гастролей познайомився зі своєю майбутньою дружиною — Маргаритою. Вона жила в Москві з батьками. Вони одружилися, і 1951 року в московському пологовому будинку народився син Володимир.
Спочатку Микола з дружиною і дитиною жили у батьків Маргарити. Микола Семенович перебивався випадковими заробітками на кіномайданчиках кіностудії ім. Горького і Мосфільму. Одного разу отримав запрошення до м. Суми в обласний театр на роль Володимира Леніна. Окрім того, у сумському театрі він зіграв Василя Чапаєва та Павла Корчагіна. У 1955 році Микола Семенович із сім'єю виїхав до Харкова на запрошення в український драматичний театр ім. Шевченка, створений на базі театру «Березіль».
У 1957 році в Харкові народився другий син — Андрій Борисенко. 
Більше сотні ролей було зіграно Миколою Семеновичем за багато років роботи на сцені. Були ролі на телебаченні та в кіно. У кіно була остання роль ксьондза, польського католицького священика у фільмі Миколи Мащенка «Усе перемагає любов». У 1974—1978 роках Микола Семенович завідував кафедрою акторської майстерності драматичного театру і кіно Харківського театрального інституту, потім став деканом театрального факультету.
Помер 25 лютого 2008 року уві сні.

## Театральні роботи
- 1955 — «Отелло» за п'єсою Вільяма Шекспіра; реж. Олексій Глаголін — Родріго
- 1956 — «Шельменко-денщик» п'єсою Григорія Квітки-Основ'яненка; реж. Василь Василько — Шельменко
- 1957 — «З любов'ю не жартують» Педро Кальдерона; реж. Олексій Глаголін — Москатель
- 1958 — «У пошуках радості» Віктора Розова — Геннадій
- 1959 — «У добрий час» Віктора Розова — Андрій
- 1960 — «День народження» М. Печенізького; реж. Володимир Крайниченко — Терешко
- 1960 — «Радісний берег» Ігоря Муратова; реж. Бенедикт Норд — Іван Черешня
- 1960 — «Повія» за романом Панаса Мирного; реж. Володимир Крайниченко — Крамар / Тимофій, псаломщик
- 1962 — «Над Дніпром» Олександра Корнійчука; реж. Бенедикт Норд — Косьян Нечай
- 1962 — «Один рік» Ю.Бергмана; реж. Бенедикт Норд — Окошкін
- 1963 — «Блакитна рапсодія»; реж. Е.Кіншина — Томаз Чебукіані
- 1963 — «Під одним із дахів» Захара Аграненка; реж. Я.Резніков — Ігор Михайлович Бахтін
- 1963 — «Дуенья» Річарда Шерідан; реж. Володимир Крайниченко — Дон Фернандо
- 1967 — «Камінний господар» за драматичною поемою Лесі Українки; реж. В.Педченко — Сганарель
- 1968 — «Людина за бортом» А. Школьника; реж. Анатолій Літко — Галілов
- 1968 — «Безталанна» за п'єсою Івана Карпенка-Карого; реж. Феоктист Александрін — Сват
- 1968 — «Дженні Герхард» за романом Теодора Драйзера; реж. Олександр Скібневський — О'Брайн
- 1968 — «Хлопець з нашого міста» Костянтина Симонова; реж. Віктор Педченко — Аркадій Бурмін
- 1969 — «Перекоп» Іван Ковалерідзе; реж. Володимир Оглоблін — Редько
- 1970 — «Трибунал» Андрія Макаєнка — Терешко Колобок

## Фільмографія
- 1955 — «Дорога»; реж. Олександр Столпер — епізод
- 1960 — «Кров людська — не водиця»; реж. Микола Макаренко — епізод
- 1968 — «Живой труп»; реж. Володимир Венгеров — епізод
- 1987 — «Все перемагає любов»; реж. Микола Мащенко — піп

## Нагороди
- 1946, 22 квітня — Медаль «За перемогу над Німеччиною у Великій Вітчизняній війні 1941—1945 рр.», (X N°0423327*)
- 1960, 25 листопада — Медаль «За трудову відзнаку», (Е N°970844)
- 1966, 25 квітня — Медаль «Двадцять років перемоги у Великій Вітчизняній Війні 1941—1945 рр.», (A N°6208024*)
- 1970, 2 квітня — Медаль «За доблесну працю»
- 1976, 7 травня — Медаль «Тридцять років перемоги у Великій Вітчизняній Війні 1941—1945 рр.»
- Медаль «50 років перемоги у Великій Вітчизняній Війні 1941—1945 рр.»
- Медаль «Ветеран праці»
- 1985, 6 квітня — Орден Вітчизняної війни II ст.